# Fort São Caetano de Sofala
Le Fort São Caetano de Sofala est le premier fort portugais construit en Afrique de l'Est, à Sofala, dans l'actuel Mozambique. Ce comptoir a été fondé en 1505 par le capitaine Pero D’Anaia et le fort en pierre érigé en 1507 par Nuno Vaz Pereira.
Le fort fut construit pour prendre le contrôle du commerce de l'or de la région au détriment du comptoir musulman.

## Histoire

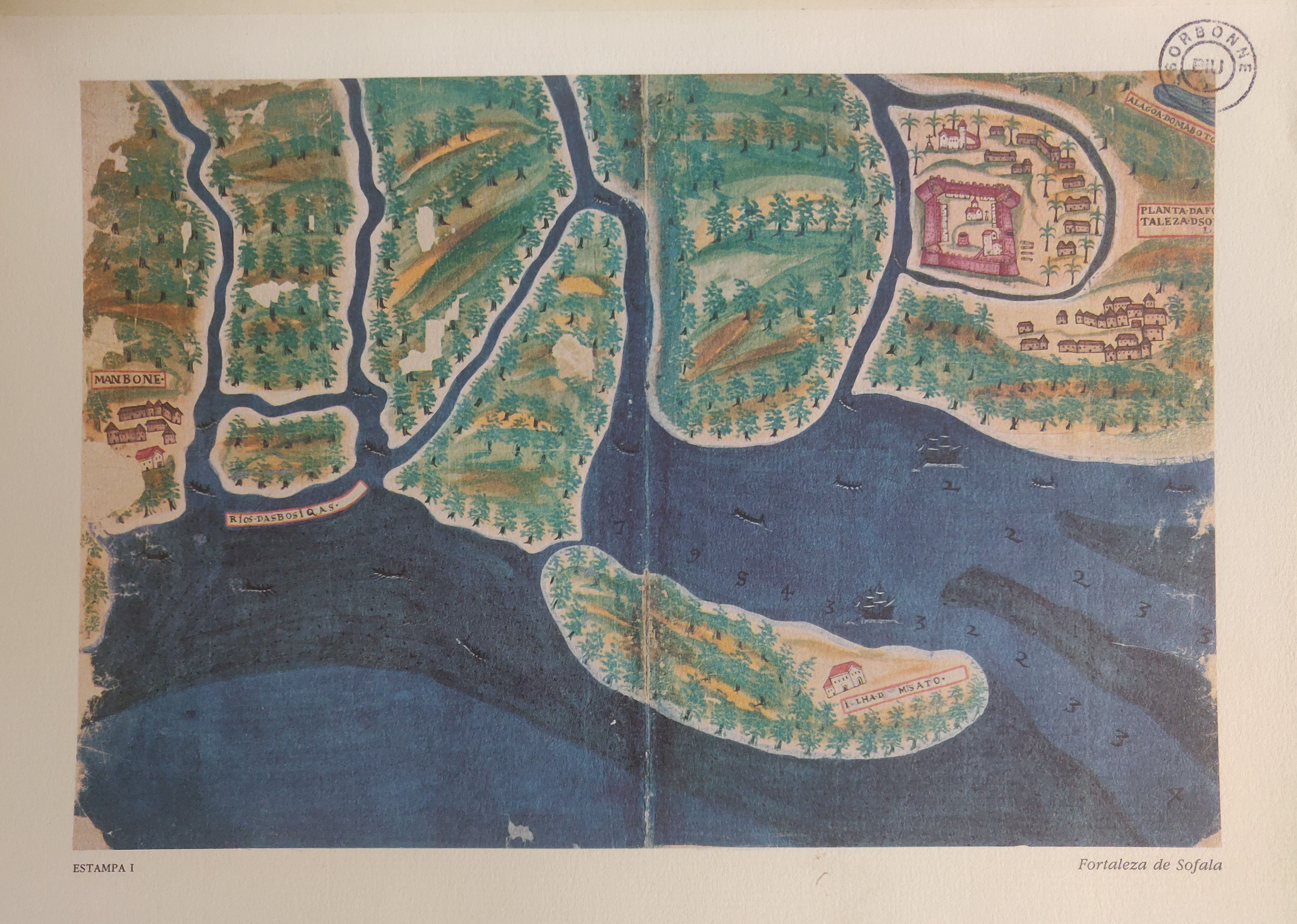
Carte de Cefala (Sofala) dans O livro das plantas de todas as fortalezas.

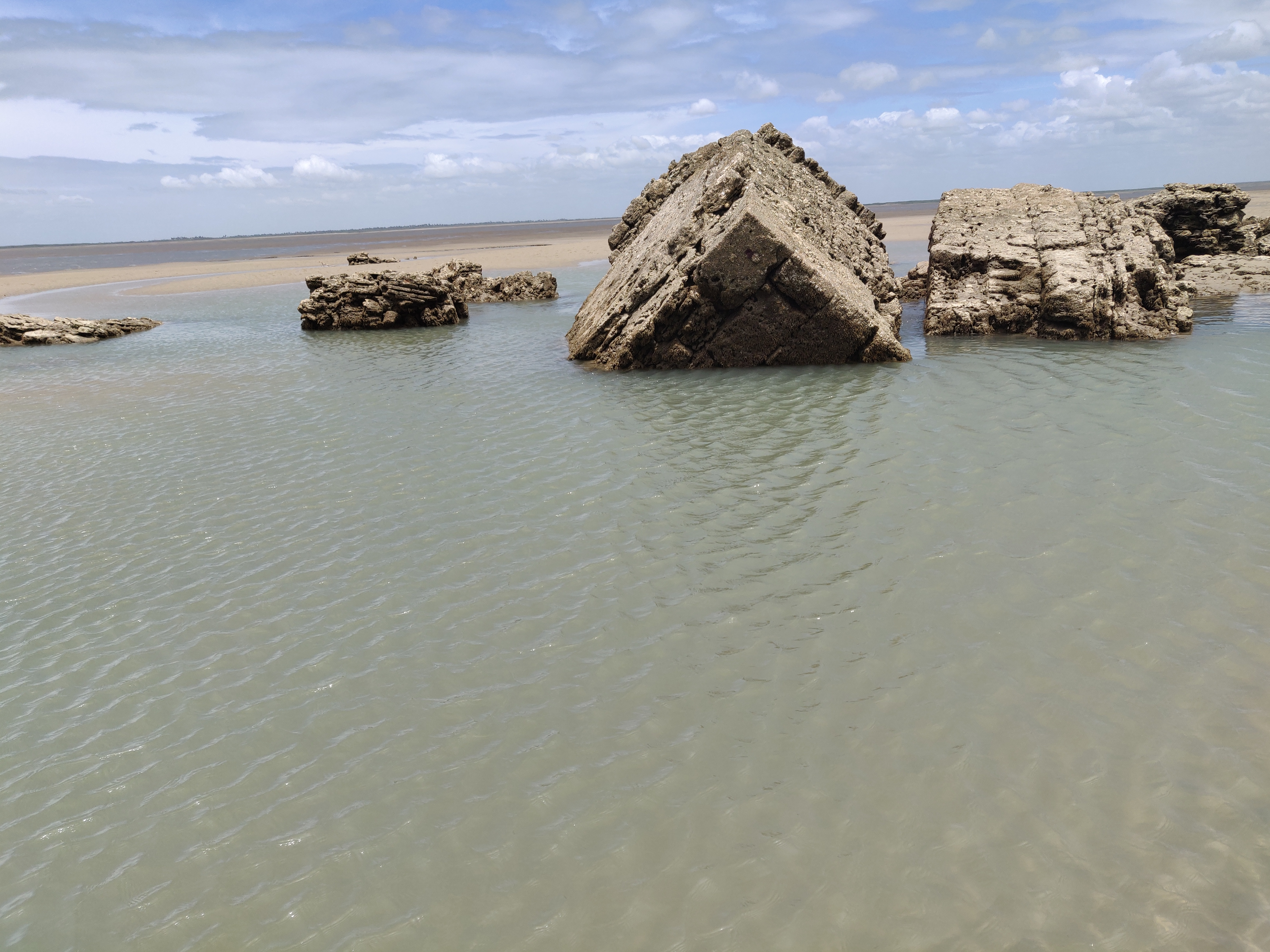
Les ruines du Fort de Sofala en 2018.

Pour un article plus général, voir Mozambique portugais.